# FC Barcelona C
FC Barcelona C war die dritte Fußball-Herrenmannschaft des FC Barcelona. Ihr Stadion Mini Estadi liegt in Barcelona in der Provinz Barcelona. Barca C spielte zuletzt in der Tercera División.

## Geschichte
1969 wurde Barcelona Amateur gegründet. 1993 wurde der Verein in FC Barcelona C umbenannt. Nachdem der FC Barcelona B 2007 in die viertklassige Tercera División abgestiegen war, entschied der Präsident des Vereins, die Mannschaft aufzulösen, anstatt sie in die Divisiones Regionales zu schicken.

### Statistik
| Saison    | Liga     | Platz |
| --------- | -------- | ----- |
| von 69/70 | Regional | —     |
| bis 76/77 | Regional | —     |
| 1977/78   | 3ª       | 5.    |
| 1978/79   | 3ª       | 6.    |
| 1979/80   | 3ª       | 5.    |
| 1980/81   | 3ª       | 5.    |
| 1981/82   | 3ª       | 4.    |
| 1982/83   | 3ª       | 9.    |
| 1983/84   | 3ª       | 1.    |
| 1984/85   | 2ªB      | 16.   |
| 1985/86   | 2ªB      | 19.   |
| 1986/87   | 3ª       | 1.    |
| 1987/88   | 2ªB      | 9.    |
| 1988/89   | 2ªB      | 11.   |
| 1989/90   | 3ª       | 2.    |
| 1990/91   | 3ª       | 8.    |

| Saison  | Liga | Platz |
| ------- | ---- | ----- |
| 1991/92 | 3ª   | 5.    |
| 1992/93 | 3ª   | 11.   |
| 1993/94 | 3ª   | 3.    |
| 1994/95 | 3ª   | 3.    |
| 1995/96 | 2ªB  | 19.   |
| 1996/97 | 3ª   | 2.    |
| 1997/98 | 3ª   | 1.    |
| 1998/99 | 3ª   | 9.    |
| 1999/00 | 3ª   | 9.    |
| 2000/01 | 3ª   | 5.    |
| 2001/02 | 3ª   | 7.    |
| 2002/03 | 3ª   | 5.    |
| 2003/04 | 3ª   | 9.    |
| 2004/05 | 3ª   | 15.   |
| 2005/06 | 3ª   | 14.   |
| 2006/07 | 3ª   | 13.   |

- 5 Saisonen in der Segunda División B
- 25 Saisonen in der Tercera División

## Ehemalige Spieler
- Javi Moreno (spanischer Nationalspieler)
- Antonio Jiménez Sistachs (spanischer Nationalspieler und Olympiasieger)
- Sergio García (spanischer Nationalspieler und Europameister)
- Fernando Navarro (spanischer Nationalspieler und Europameister)
- Pedro (spanischer Nationalspieler und Weltmeister)
- Pepe Reina (spanischer Nationalspieler und Weltmeister)
- Sergio Busquets (spanischer Nationalspieler und Weltmeister)
- Carles Puyol (spanischer Nationalspieler und Weltmeister)
- Víctor Valdés (spanischer Nationalspieler und Weltmeister)
- Cesc Fàbregas (spanischer Nationalspieler und Weltmeister)
- Lionel Messi (argentinischer Nationalspieler sowie Weltmeister und Weltfußballer)
- Franck Songo’o (kamerunischer Nationalspieler)

## Erfolge
- Meister Tercera División: 1983/84, 1986/87, 1997/98
- Copa Catalunya: 1984